# アンドレイ・ブラッチ
アンドレイ・ブラッチ（Andray Maurice   Blatche、1986年8月22日 - ）はアメリカ合衆国ニューヨーク州シラキュース出身のバスケットボール選手。中国プロバスケットボールリーグの新疆フライングタイガースに所属している。主なポジションはパワーフォワード兼センター。

## 経歴
ブラッチェは、始めニューヨーク州シラキュースの高校に通っていたが、後にコネティカット州ケントの高校に転校した。高校を卒業後、その年のNBAドラフトにエントリー。
2005年のNBAドラフトでワシントン・ウィザーズから2巡目49位で指名されてNBA入り。NBA入り後、アントワン・ジェイミソンやブレンダン・ヘイウッドらインサイド陣の控えとしてプレイし、2007-08シーズンは全試合出場を果たした。
2009-10シーズンはジェイミソンら主力が抜け、出場時間を大幅に伸ばした。特に4月9日のボストン・セルティックス戦で、31得点11リバウンドを記録。平均14得点6リバウンドと全試合出場停止のギルバート・アリーナスがいないチームを支えた。しかし、精神面で未熟な部分がありコート外での問題行動がしばしば話題にあがることもある。この年もHCのフリップ・ソーンダーズと試合中に口論になり出場停止処分になったこともある。
2012年9月12日、ブルックリン・ネッツに移籍。
9月20日、新疆フライングタイガースと契約。2015年2月に契約が満了したが、3月25日に3年契約で再契約した。

## ナショナルチーム
2014年6月、フィリピン国籍を取得し、ワールドカップにフィリピン代表として出場したが、「帰化選手は帰化した国に3年以上居住しなかればならない」というOCA規定抵触のため出場資格停止処分が下されアジア大会には出場できなくなった。

## プレイスタイル
身体能力が高く、フックシュートやミドルジャンパーなどビッグマンながら攻撃の幅が広い。ただ、不要なファウルが多く短時間でファウルアウトになる事や、ディフェンス意識の欠如に今後の課題を残す。